# O Segredo de Davi
O Segredo de Davi é um filme brasileiro de 2018, do gênero terror e suspense, dirigido e escrito por Diego Freitas. É protagonizado por Nicolas Prattes no papel de um assassino em série.

## Elenco
| Ator/Atriz        | Personagem        |
| ----------------- | ----------------- |
| Nicolas Prattes   | Davi              |
| Neusa Maria Faro  | Maria             |
| André Hendges     | Jônatas           |
| Eucir de Souza    | Carlos Abreu      |
| Bianca Müller     | Dóris Abreu       |
| João Côrtes       | Caio              |
| Giulia Ouro       | Ana               |
| Tutty Mendes      | Thomaz Strazinsky |
| Cris Vianna       | Luiza             |
| Giselle Prattes   | Sofia             |
| Tuna Dwek         | Professora Laura  |
| Guilherme Rodio   | Afonso            |
| Simonia Queiroz   | Repórter          |
| Vinicius Bicudo   | Davi (criança)    |
| Isadora Magalhães | Dóris (criança)   |
| Luah Castro       | Julia             |
| Jonathan Moreira  | Marcos            |
| Aurea Maranhão    | Patricia          |

## Produção

### Escolha do elenco
Para interpretar o personagem principal, o universitário e serial killer Davi, foi escolhido o ator Nicolas Prattes, que até então nunca havia trabalhado com cinema, mas estava em evidência por sua participação no elenco principal na telenovela Rock Story da TV Globo. Outros atores já experientes foram chamados para fazer participações no elenco do filme, como Neusa Maria Faro, Tuna Dwek, Cris Vianna e Eucir de Souza.

### Desenvolvimento
Esse foi o primeiro longa-metragem dirigido por Diego Freitas, que havia se destacado em direção de curta-metragens. Ele também assina o roteiro e a produção do filme.
Segundo Freitas, para compor o filme, ele buscou inspirações em diversas obras, como nas séries Stranger Things e The OA. Além de também trazer diversidade para a obra, escutando variados tipos de música, desde Björk a Pabllo Vittar.

## Lançamento
Teve a sua estreia mundial no Canadá, sendo exibido no Festival Internacional de Cinema de Montreal. No Brasil, foi lançado nos cinemas pela Elo Company em 22 de novembro de 2018.

## Recepção
Nefferson Taveira disse no CinePOP que o filme é "um suspense poderoso que não foi feito para o grande público."
No Papo de Cinema, Matheus Bonez disse que "O Segredo de Davi pode até ser explicado ao final do filme (de forma pouco expositiva, ainda bem), porém, mostra que as respostas são mais complexas do que se imaginava. E que bom saber que existe um longa tão interessante nesta bela safra atual de produções nacionais de terror e suspense."
No Cinema com Rapadura, Ygor Pires avaliou com nota 8/10, dizendo que "o filme estabelece desde o início ao desafio do público: observar e decifrar o protagonista em uma narrativa sem respostas fáceis e didáticas."

## Principais prêmios e indicações
| Ano  | Festival                                                 | Categoria                           | Nomeações                   | Resultado |
| ---- | -------------------------------------------------------- | ----------------------------------- | --------------------------- | --------- |
| 2018 | Festival Mix Brasil de Cultura da Diversidade            | Melhor Filme                        | Diego Freitas               | Indicado  |
| 2018 | Los Angeles Brazilian Film Festival                      | Melhor Ator                         | Nicolas Prattes             | Venceu    |
| 2018 | Los Angeles Brazilian Film Festival                      | Melhor Atriz                        | Neusa Maria Faro            | Venceu    |
| 2018 | Los Angeles Brazilian Film Festival                      | Melhor Filme                        | Diego Freitas, Luciano Reck | Indicado  |
| 2018 | Los Angeles Brazilian Film Festival                      | Melhor Direção                      | Diego Freitas               | Indicado  |
| 2019 | Festival Internacional ADF de Fotografia Cinematográfica | Melhor Fotografia                   | Kaue Zilli                  | Indicado  |
| 2019 | Festival SESC Melhores Filmes                            | Melhor Filme (voto público)         | Diego Freitas, Luciano Reck | Indicado  |
| 2019 | Festival SESC Melhores Filmes                            | Melhor Diretor (voto do público)    | Diego Freitas               | Indicado  |
| 2019 | Festival SESC Melhores Filmes                            | Melhor Ator                         | Nicolas Prattes             | Indicado  |
| 2019 | Festival SESC Melhores Filmes                            | Melhor Filme (votos dos críticos)   | Diego Freitas, Luciano Reck | Indicado  |
| 2019 | Festival SESC Melhores Filmes                            | Melhor Diretor (votos dos críticos) | Diego Freitas               | Indicado  |